# Emerging Sources Citation Index
El Emerging Sources Citation Index (en español, Índice de Citas de Recursos Emergentes) es un índice de citas producido desde 2015 por Thomson Reuters, y luego por Clarivate Analytics. Es accesible a través de la Web of Science. El índice incluye "publicaciones de alta calidad, revisadas por pares, de importancia regional y en campos científicos emergentes".
Junto con Science Citation Index Expanded (SCIE), Social Sciences Citation Index (SSCI) y Arts and Humanities Citation Index (AHCI), la  base de datos es considerada como una de las más importantes en la web.